# Orden del Cordero de Dios
La orden del Cordero de Dios es una orden militar instituida por el rey de Suecia Juan el Grande con motivo de su elevación al trono el día 10 de julio de 1564. 
El motivo fue perpetuar este acontecimiento y para recompensar a los muchos caballeros que se habían demostrado adictos a su persona. La insignia de esta orden consistía una medalla de oro esmaltada de azul con un cordero y el siguiente epígrafe: Deus protector noster. Su duración fue de muy pocos años. 